# Agenzia europea della guardia di frontiera e costiera
L'Agenzia europea della guardia di frontiera e costiera, nota anche come Frontex (denominazione informale nata dalla contrazione di "Frontières extérieures"), è un'agenzia dell'Unione Europea a cui è affidato il funzionamento del sistema di controllo e gestione delle frontiere esterne dello spazio Schengen e dell'Unione europea, che intende ricomprendere le autorità nazionali competenti per il controllo delle frontiere (guardia costiera e guardia di frontiera) che fanno capo agli stati membri dell'Unione europea aderenti allo Spazio Schengen.
L'agenzia è stata istituita con il compito di coordinare l'azione e gestire le risorse messe in comune dalle autorità nazionali, andando a sostituire la precedente Agenzia europea per la gestione della cooperazione operativa alle frontiere esterne degli Stati membri dell'Unione europea (anch'essa informalmente nota come Frontex). Quest'ultima fu istituita nel 2004 e iniziò ad operare nel 2005 con sede a Varsavia, prima agenzia europea ospitata in uno dei paesi di recente adesione dell'Unione europea. In risposta alla crisi europea dei migranti del 2015-2016, nel 2015 la Commissione europea propose di estendere il mandato di Frontex e nel 2016 fu ufficialmente istituita l'attuale agenzia, che mantenne la sede della precedente.
La guardia costiera e di frontiera europea ha come funzione principale quella di contribuire a una gestione integrata delle frontiere esterne. Deve garantire una gestione efficiente dei flussi migratori, contribuendo così ad assicurare la sicurezza dell'UE. Al tempo stesso, contribuisce a salvaguardare la libera circolazione all'interno dell'UE e a rispettare pienamente i diritti fondamentali. Al centro delle sue attività ci sono la messa a punto di una strategia operativa per la gestione delle frontiere e il coordinamento dell'assistenza da parte di tutti gli Stati membri.
Per garantire l'operatività dell'Agenzia il suo budget è gradualmente aumentato, dai 143 milioni di euro originariamente previsti per Frontex per il 2015, si è passati ai 302 milioni per il 2017, fino a giungere a 364 milioni di euro nel 2020 e 754 milioni di euro nel 2022. Anche il personale dell'agenzia è cresciuto gradualmente da 402 membri nel 2016 a circa 1500 nel 2022.

## Storia
La prima Frontex, ovvero l'Agenzia europea per la gestione delle frontiere esterne degli Stati membri dell'Unione europea, fu istituita con il regolamento (CE) n. 2007/2004 del 26 ottobre 2004 e iniziò ad operare il 3 ottobre 2005 con sede a Varsavia, in Polonia, prima agenzia europea ospitata in uno dei paesi di recente adesione dell'Unione europea.
Durante la crisi europea dei migranti, l'agenzia si rivelò incapace di gestire il flusso migratorio a causa dello scarso sostegno di cui godeva presso gli Stati membri, dell'insufficienza di mezzi e personale e della mancanza di autorità nella conduzione di operazioni di controllo delle frontiere o di salvataggio in mare dei migranti. La Commissione europea ritenne quindi necessario prendere misure urgenti per far fronte alla crisi ed elaborò un primo piano che prevedeva di estendere il mandato dell'agenzia per rafforzare la sicurezza delle frontiere esterne dell'Unione. Tale proposta venne presentata il 15 dicembre 2015, fu ampiamente sostenuta dal Consiglio europeo il 18 dicembre 2015. Il 14 settembre 2016, dopo un voto del Parlamento europeo e del Consiglio dell'Unione europea, che approvarono il regolamento (UE) n. 2016/1624,, vide formalmente la luce la nuova Frontex, ufficialmente denominata Agenzia europea della guardia di frontiera e costiera, che fu ufficialmente lanciata il 6 ottobre 2016 (20 giorni dopo la pubblicazione nella Gazzetta ufficiale dell'Unione europea, avvenuta il 16 settembre 2016) con un'operazione al confine esterno bulgaro con la Turchia. La nuova agenzia mantenne personalità giuridica, sede e dirigenza della precedente.
Le disposizioni relative alla costituzione della riserva e al parco attrezzature tecniche entrarono in vigore due mesi dopo il resto del regolamento e quelle relative alle riserve per i rimpatri tre mesi dopo il resto del regolamento.

## Obiettivi principali
Per compiere la sua missione di gestione delle frontiere esterne la Guardia di frontiera e costiera europea deve:
- provvedere a una valutazione delle vulnerabilità per quanto riguarda la capacità di controllo delle frontiere da parte degli Stati membri;
- organizzare operazioni congiunte e interventi rapidi alle frontiere per rafforzare la capacità degli Stati membri di controllare le frontiere esterne e rispondere alle sfide alle frontiere esterne dovute all'immigrazione illegale o alla criminalità transfrontaliera;
- assistere la Commissione nel coordinamento delle squadre di supporto quando uno Stato membro si trova ad affrontare pressioni migratorie sproporzionate in punti specifici della frontiera esterna;
- garantire una risposta concreta nelle situazioni che richiedono un'azione urgente alle frontiere esterne;
- fornire assistenza tecnica e operativa a sostegno delle operazioni di ricerca e salvataggio delle persone bisognose di soccorso in mare durante le operazioni di sorveglianza di frontiera;
- contribuire alla creazione di una riserva di rapido intervento costituita da almeno 1500 guardie di frontiera;
- nominare funzionari di collegamento dell'agenzia negli Stati membri;
- organizzare, coordinare e svolgere operazioni e interventi di rimpatrio;
- promuovere la cooperazione operativa tra gli Stati membri e i paesi terzi in materia di gestione delle frontiere.

## Organizzazione

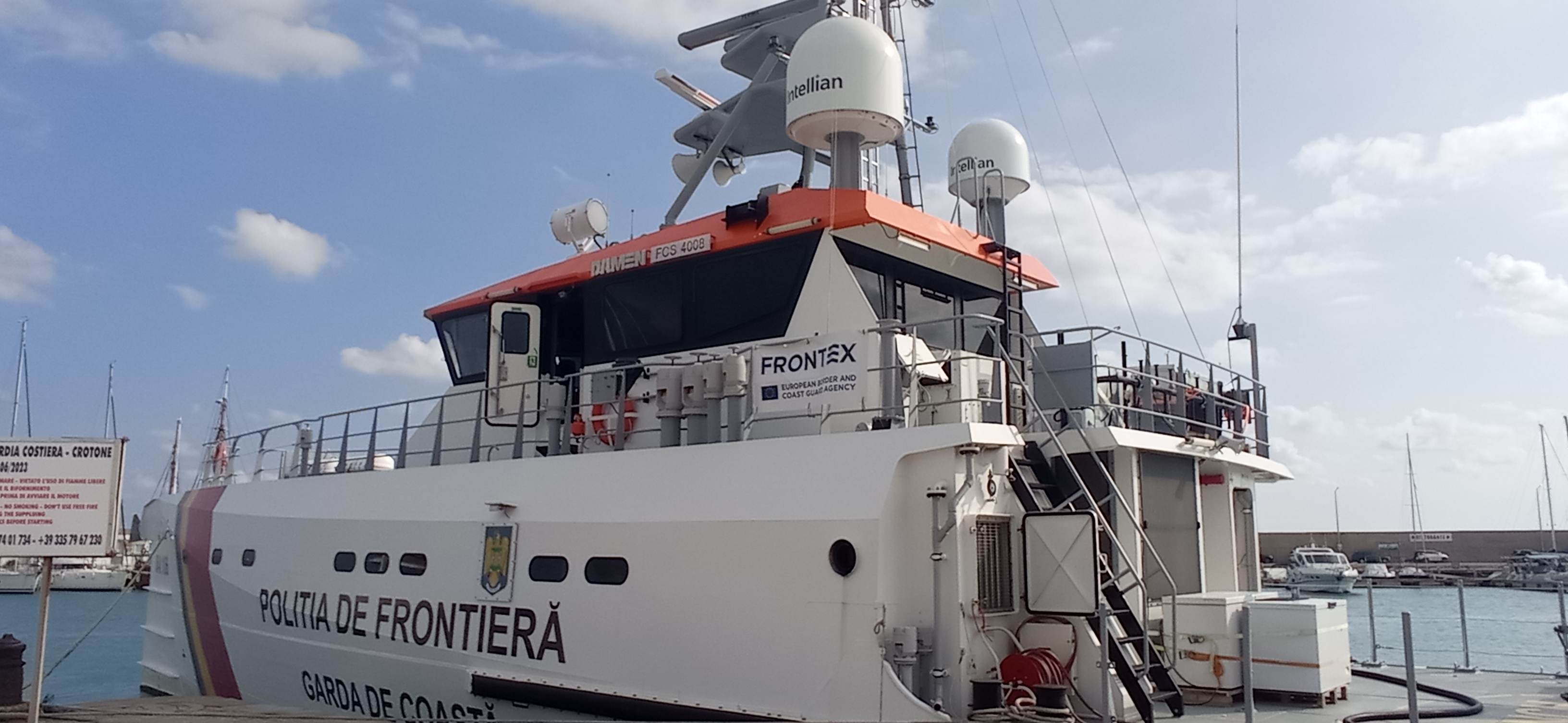
Un'imbarcazione della Polizia di frontiera romena in servizio per Frontex al porto di Crotone

La guardia costiera e di frontiera europea riunisce l'Agenzia europea per la guardia costiera e di frontiera, sostituto di Frontex, e le autorità degli Stati membri responsabili della gestione delle frontiere, che continueranno a occuparsi delle attività giornaliere di gestione delle frontiere esterne. La nuova Agenzia europea della guardia di forntiera e costiera agisce sia per sostenere gli stati membri che si trovino in condizione di bisogno sia per coordinare e dirigere la gestione complessiva delle frontiere esterne dell'Unione. La sicurezza e il pattugliamento dei confini esterni dell'Unione (che consistono nei confini esterni dell'Area Schengen, degli stati che vi sono associati e degli stati membri dell'Unione che sono obbligati ad aderirvi) è una responsabilità condivisa dell'Agenzia europea e delle autorità nazionali.

### Agenzia
L'Agenzia europea della guardia di frontiera e costiera è un'evoluzione della precedente agenzia Frontex, di cui conserva la personalità giuridica. È stata rafforzata per meglio poter adempiere ai suoi compiti operativi e anche il nuovo nome vuole riflettere questa sua nuova capacità d'azione.
Nel quadro del miglioramento complessivo delle funzioni di guardia costiera, è stata intensificata la cooperazione tra le competenti agenzie europee. Per tale motivo, i mandati dell'Agenzia europea di controllo della pesca e dell'Agenzia europea per la sicurezza marittima sono stati allineati al mandato della nuova guardia di frontiera europea.
Il nuovo regolamento prevede l'istituzione di una riserva europea di guardie di frontiera e di equipaggiamento tecnico. L'Agenzia potrà acquistare il proprio materiale e i propri mezzi (come peraltro già avviene), ma gli Stati membri presso cui tali mezzi sono registrati (si tratta di mezzi che richiedono una bandiera nazionale, come le navi pattuglia o i velivoli) saranno obbligati a metterli immediatamente a disposizione dell'Agenzia, in caso di necessità. Ciò le permetterà di disporre rapidamente dei mezzi tecnici necessari per le operazioni alla frontiera. Sarà anche messa a disposizione dell'Agenzia una riserva d'intervento rapido, comprendente guardie di frontiera e mezzi, per evitare la carenza di personale e di materiale per le operazioni necessarie.
Il primo direttore esecutivo dell'Agenzia è stato il francese Fabrice Leggeri, che si è dimesso nel mese di aprile del 2022, a seguito di indagini dell'Ufficio europeo per la lotta antifrode (OLAF) nei confronti suoi e di altri due membri dell'Agenzia. Ha preso il suo posto ad interim la lettone Aija Kalnaja, all'epoca vice-direttrice, che dal dicembre 2022 è anch'essa indagata dall'OLAF per malagestione di fondi dell'Unione europea. Il 20 dicembre 2022 è stato nominato nuovo direttore esecutivo l'olandese Hans Leijtens.

### Autorità nazionali
In qualità di parte della Guardia di frontiera e guardia costiera europea, le seguenti autorità nazionali continueranno ad esercitare il controllo ordinario delle loro sezioni dei confini esterni dello Spazio Schengen:
     Autorità di stati esterni all'Unione europea
| Stato membro | Guardia di frontiera                                |
| ------------ | --------------------------------------------------- |
| Bulgaria     | Polizia di frontiera                                |
| Croazia      | Hrvatska policija                                   |
| Estonia      | Guardia di frontiera                                |
| Finlandia    | Guardia di frontiera                                |
| Grecia       | Ellīnikī Astynomia                                  |
| Lettonia     | Guardia di frontiera di Stato                       |
| Lituania     | Servizio di Stato di Guardia di frontiera           |
| Norvegia     | Polizia Guarnigione di Sør-Varanger                 |
| Polonia      | Straż Graniczna                                     |
| Romania      | Polizia di frontiera romena                         |
| Slovacchia   | Ufficio di Polizia di frontiera e per gli stranieri |
| Spagna       | Guardia Civil Cuerpo Nacional de Policía            |
| Ungheria     | Rendőrség                                           |

| Stato membro | Guardia costiera                                          |
| ------------ | --------------------------------------------------------- |
| Belgio       | Guardia costiera                                          |
| Bulgaria     | Polizia di frontiera                                      |
| Croazia      | Obalna straža Republike Hrvatske                          |
| Danimarca    | Ammiragliato della flotta                                 |
| Estonia      | Guardia di frontiera                                      |
| Finlandia    | Guardia di frontiera                                      |
| Francia      | Gendarmeria marittima                                     |
| Germania     | Küstenwache des Bundes                                    |
| Grecia       | Limenikò Sòma − Ellinikì Aktofylakì                       |
| Islanda      | Landhelgisgæsla Íslands                                   |
| Italia       | Guardia di Finanza; Guardia costiera                      |
| Lettonia     | Guardia di frontiera di Stato Latvijas Jūras spēki        |
| Lituania     | Servizio di Stato di Guardia di frontiera                 |
| Malta        | Maritime Squadron of Armed Forces of Malta                |
| Norvegia     | Guardia costiera                                          |
| Paesi Bassi  | Nederlandse Kustwacht                                     |
| Polonia      | Straż Graniczna                                           |
| Portogallo   | Sistema dell'Autorità marittima                           |
| Romania      | Polizia di frontiera romena                               |
| Spagna       | Guardia Civil Sociedad de Salvamento y Seguridad Marítima |
| Svezia       | Guardia costiera                                          |

## Critiche
Secondo alcune fonti, l'agenzia di frontiera dell'Unione europea sarebbe stata complice della pratica illegale della Grecia di respingere i migranti in Turchia, in accordo con i documenti raccolti dal New York Times e le interviste fatte ad alcuni funzionari. L'Agenzia è criticata per avere presumibilmente contribuito a coprire tali violazioni almeno in un caso.
Nel maggio del 2021, la Ong Sea Watch ha pubblicato un rapporto dal titolo Crimes of the European Border and Coast Guard Agency Frontex in the Central Mediterranean Sea nel quale evidenzia come Frontex si serva di aeroplani per il monitoraggio di imbarcazioni in difficoltà nel Mediterraneo per poi contattare le “autorità competenti” affinché si attivino nelle attività di ricerca e soccorso. Tuttavia, l’agenzia contatta unicamente la Guardia Costiera Libica, se l’imbarcazione si trova nella zona SAR libica, senza considerare le altre imbarcazioni che si trovano nelle vicinanze. Frontex si rende quindi responsabile delle intercettazioni e dei respingimenti di persone in difficoltà verso la Libia che, dal canto suo, le riporta nei centri di detenzione.